# Floodland (album)
Pour les articles homonymes, voir Floodland.
Albums de The Sisters of Mercy
First and Last and Always
(1985) Vision Thing
(1990)
Singles
1. This Corrosion
Sortie : septembre 1987
2. Dominion
Sortie : février 1988
3. Lucretia My Refection
Sortie : juin 1988

Floodland est le deuxième album du groupe The Sisters of Mercy, sorti le 13 novembre 1987.

## L'album
Plusieurs titres de l'album se classent au hit-parade dans plusieurs pays. Il fait partie des 1001 albums qu'il faut avoir écoutés dans sa vie.
L'album est produit par Andrew Eldritch et Larry Alexander, à l'exception de This Corrosion par Jim Steinman et Dominion/Mother Russia par Steinman, Alexander et Eldritch. Les titres Torch (face B de 1987) et Emma (face B de 1988, reprise du groupe Hot Chocolate), ajoutés lors de la réédition en 2006, sont produits respectivement par Andrew Eldritch et par Hugh Jones.

### Liste des titres
Toutes les chansons sont écrites et composées par Andrew Eldritch sauf mention.
| No | Titre                   | Durée |
| -- | ----------------------- | ----- |
| 1. | Dominion/Mother Russia  | 7:00  |
| 2. | Flood I                 | 6:22  |
| 3. | Lucretia My Reflection  | 4:57  |
| 4. | 1959                    | 4:09  |
| 5. | This Corrosion          | 10:55 |
| 6. | Flood II                | 6:47  |
| 7. | Driven Like the Snow    | 6:27  |
| 8. | Never Land (A Fragment) | 2:46  |

| 9.  | Torch (face B du single This Corrosion)              |                             | 3:55  |
| 10. | Colours (face B du maxi This Corrosion)              |                             | 7:22  |
| 11. | Never Land (full length) (version intégrale inédite) |                             | 11:59 |
| 12. | Emma (face B du maxi Dominion)                       | - Errol Brown - Tony Wilson | 6:20  |

### Musiciens
- Andrew Eldritch : voix, claviers, synthétiseurs, guitare, basse
- Patricia Morrison : basse, voix
- Doktor Avalanche : boite à rythmes

- Ingénieurs : Larry Alexander, Roy Neave et Andrew Eldritch

### Classements hebdomadaires
| Classement (1987)             | Meilleure place |
| ----------------------------- | --------------- |
| Allemagne (Media Control AG)  | 32              |
| Nouvelle-Zélande (RIANZ)      | 28              |
| Royaume-Uni (UK Albums Chart) | 9               |
| Suède (Sverigetopplistan)     | 28              |
| Suisse (Schweizer Hitparade)  | 24              |

### Certifications
| Pays              | Certfications |
| ----------------- | ------------- |
| Allemagne (BVMI)  | Or            |
| Royaume-Uni (BPI) | Or            |

## Singles et maxis tirés de l'album
- This Corrosion / Torch / Colours - 1987
- Dominion / Untitled / Sandstorm / Emma / Ozymandias - 1988
- Lucretia my Reflection / Long Train (1984) - 1988